# Rengeteg
Rengeteg è un film del 2003 diretto da Benedek Fliegauf. Il suo titolo internazionale è Forest.

## Trama
Un aspirante suicida abbandona il proprio cane, unico suo amico, a una esterrefatta sconosciuta; due ragazzi parlano di un ospite misterioso; un padre non si capacita della pubertà della figlia; un uomo piange il suicidio dell'unico amico, senza trovare conforto nella sua compagna; una donna racconta uno scabroso ricordo della sua adolescenza; due ragazze si mettono alla ricerca di un misterioso amico perso nella foresta e nel mezzo del fluire di queste storie, la leggendaria apparizione del gigantesco pesce gatto